# 和原聰司
和原聰司（1982年12月—），日本男性輕小說作家。現居埼玉縣。

## 經歷
2010年，以獲得第17屆電擊小說大賞銀賞。後將作品名改為《打工吧！魔王大人》，2011年由電擊文庫開始發行，正式出道。

## 作品一覽
- 《打工吧！魔王大人》 - 插畫：029；全21（本篇）+7（外傳）冊；日文版代理：電擊文庫（ASCII MEDIA WORKS），中文版代理：台灣角川/天聞角川
- 勇者無犬子 - 插畫：029；3冊待續；日文版：KADOKAWA，中文版：台灣角川
- 《星海遊俠6 神授之力》 - 人物設定：安田朗；開發：Tri-Ace，發行：Square Enix，與五反田義治和更伊俊介共同執筆

## 外部連結
- （日語）的X（前Twitter）